# Seznam hokejistů draftovaných týmem Quebec Nordiques
Toto je kompletní seznam hokejistů, kteří byli draftováni v NHL do týmu Quebec Nordiques. To zahrnuje každého hráče, který byl draftován, bez ohledu na to, zda hrál za tým.

## Draft 1. kola

### Historie prvního kola
| †  | Hráč který byl vybrán do hokejové síně slávy                            | Hráč který byl vybrán do hokejové síně slávy                            | Hráč který byl vybrán do hokejové síně slávy                            |
| *  | Draftován z 1. místa                                                    | Draftován z 1. místa                                                    | Draftován z 1. místa                                                    |
| ≠  | Hráč který neodehrál žádný zápas v NHL                                  | Hráč který neodehrál žádný zápas v NHL                                  | Hráč který neodehrál žádný zápas v NHL                                  |
| *† | Hráč který byl draftován z 1. místa a byl vybrán do hokejové síně slávy | Hráč který byl draftován z 1. místa a byl vybrán do hokejové síně slávy | Hráč který byl draftován z 1. místa a byl vybrán do hokejové síně slávy |

| Rok  | Místo | Hráč              | Pozice       | Stát    | Předchozí tým (liga)              |
| ---- | ----- | ----------------- | ------------ | ------- | --------------------------------- |
| 1973 | 3     | Andre Savard      | Centr        | Kanada  | Quebec Remparts (QMJHL)           |
| 1974 | 9     | Real Cloutier     | Utočník      | Kanada  | Quebec Remparts (QMJHL)           |
| 1975 | 14    | Pierre Mondou     | Utočník      | Kanada  | Montreal Red White and Blue (OHA) |
| 1976 | 10    | Rick Green        | Obránce      | Kanada  | London Knights (OHA)              |
| 1977 | 9     | Lucien DeBlois    | Pravé křídlo | Kanada  | Sorel Black Hawks (QMJHL)         |
| 1978 | Nikdo | Nikdo             | Nikdo        | Nikdo   | Nikdo                             |
| 1979 | 20    | Michel Goulet†    | Levé křídlo  | Kanada  | Birmingham Bulls (WHA)            |
| 1980 | Nikdo | Nikdo             | Nikdo        | Nikdo   | Nikdo                             |
| 1981 | 11    | Randy Moller      | Centr        | Kanada  | Lethbridge Broncos (WHL)          |
| 1982 | 13    | David Shaw        | Obránce      | Kanada  | Kitchener Rangers (OHA)           |
| 1983 | Nikdo | Nikdo             | Nikdo        | Nikdo   | Nikdo                             |
| 1984 | 15    | Trevor Stienburg  | Pravé křídlo | Kanada  | Guelph Platers (OHL)              |
| 1985 | 15    | David Latta       | Levé křídlo  | Kanada  | Kitchener Rangers (OHL)           |
| 1986 | 18    | Ken McRae         | Pravé křídlo | Kanada  | Sudbury Wolves (OHL)              |
| 1987 | 9     | Bryan Fogarty     | Obránce      | Kanada  | Kingston Canadians (OHL)          |
| 1987 | 15    | Joe Sakic†        | Centr        | Kanada  | Swift Current Broncos (WHL)       |
| 1988 | 3     | Curtis Leschyshyn | Obránce      | Kanada  | Saskatoon Blades (WHL)            |
| 1988 | 5     | Daniel Dore       | Pravé křídlo | Kanada  | Drummondville Voltigeurs (QMJHL)  |
| 1989 | 1*    | Mats Sundin†      | Centr        | Švédsko | HK Nacka (HockeyAllsvenskan)      |
| 1990 | 1*    | Owen Nolan        | Pravé křídlo | Kanada  | Cornwall Royals (OHL)             |
| 1991 | 1*    | Eric Lindros      | Centr        | Kanada  | Oshawa Generals (OHL)             |
| 1992 | 4     | Todd Warriner     | Levé křídlo  | Kanada  | Windsor Spitfires (OHL)           |
| 1993 | 10    | Jocelyn Thibault  | Brankář      | Kanada  | Sherbrooke Faucons (QMJHL)        |
| 1993 | 14    | Adam Deadmarsh    | Pravé křídlo | USA     | Portland Winter Hawks (WHL)       |
| 1994 | 12    | Wade Belak        | Obránce      | Kanada  | Saskatoon Blades (WHL)            |
| 1994 | 22    | Jeff Kealty≠      | Obránce      | USA     | Catholic Memorial H.S. (Mass.)    |

### Celkový výběr
|  | Hráči kteří hráli nejméně jeden zápas v NHL |
|  | Hráči kteří si zahráli v NHL All-Star Game  |

#### WHA
| Rok  | Kolo | Místo | Hráč               | Pozice       |
| ---- | ---- | ----- | ------------------ | ------------ |
| 1973 | 1    | 3     | Andre Savard       | Centr        |
| 1973 | 2    | 14    | Blaine Stoughton   | Utočník      |
| 1973 | 2    | 17    | Morris Titanic     | Levé křídlo  |
| 1973 | 3    | 29    | Eric Vail          | Utočník      |
| 1973 | 4    | 42    | Jean Landry        | Obránce      |
| 1973 | 5    | 55    | Denis Patry        | Utočník      |
| 1973 | 6    | 68    | Dale Cook          | Utočník      |
| 1973 | 7    | 81    | Andre Deschamps    | Utočník      |
| 1973 | 8    | 94    | Bob Stumpf         | Obránce      |
| 1973 | 9    | 105   | Guy Ross           | Obránce      |
| 1973 | 10   | 116   | Michel Belisle     | Utočník      |
| 1974 | 1    | 9     | Real Cloutier      | Utočník      |
| 1974 | 2    | 24    | Charles Constantin | Levé křídlo  |
| 1974 | 4    | 54    | Jean Bernier       | Obránce      |
| 1974 | 5    | 68    | Dave Logan         | Obránce      |
| 1974 | 6    | 83    | Michel Bergeron    | Pravé křídlo |
| 1974 | 7    | 98    | Denis Carufel      | Levé křídlo  |
| 1974 | 8    | 113   | Claude Dupuis      | Levé křído   |
| 1974 | 9    | 128   | Mario Lessard      | Brankář      |
| 1974 | 10   | 141   | Gary Geldart       | Centr        |
| 1975 | 1    | 14    | Pierre Mondou      | Utočník      |
| 1975 | 2    | 29    | Doug Halward       | Obránce      |
| 1975 | 3    | 44    | Pierre Giroux      | Levé křídlo  |
| 1975 | 4    | 59    | Ted Bulley         | Levé křídlo  |
| 1975 | 5    | 73    | Andre LePage       | Brankář      |
| 1975 | 6    | 87    | Jean Trottier      | ?            |
| 1975 | 7    | 100   | Mike Backman       | Pravé křídlo |
| 1975 | 8    | 112   | Michel Brisebois   | Centr        |
| 1975 | 9    | 124   | Michel Hamel       | ?            |
| 1975 | 10   | 137   | Florent Fortier    | Utočník      |
| 1976 | 1    | 10    | Rick Green         | Obránce      |
| 1976 | 2    | 19    | Bob Manno          | Utočník      |
| 1976 | 3    | 32    | Al Glendenning     | Obránce      |
| 1976 | 4    | 44    | Maurice Barrette   | Brankář      |
| 1976 | 5    | 56    | Garth MacGuigan    | Centr        |
| 1976 | 6    | 68    | Claude Periard     | ?            |
| 1976 | 7    | 80    | Denis Charbonneau  | Brankář      |
| 1976 | 10   | 114   | Pierre Brassard    | ?            |
| 1977 | 1    | 9     | Lucien DeBlois     | Pravé křídlo |
| 1977 | 2    | 14    | John Anderson      | Levé křídlo  |
| 1977 | 2    | 20    | Benoit Gosselin    | Levé křídlo  |
| 1977 | 3    | 29    | Tom Roulston       | Pravé křídlo |
| 1977 | 4    | 38    | Robert Picard      | Obránce      |
| 1977 | 5    | 47    | Alain Cote         | Levé křídlo  |
| 1977 | 6    | 56    | Yves Guillemette   | Brankář      |
| 1977 | 7    | 65    | Eddy Godin         | Pravé křídlo |
| 1977 | 8    | 73    | Pierre Lagace      | Centr        |
| 1977 | 9    | 81    | Dan Chicoine       | Pravé křídlo |
| 1977 | 10   | 89    | Roland Cloutier    | Centr        |

#### NHL
|  | Hráči kteří hráli nejméně jeden zápas v NHL |
|  | Hráči kteří si zahráli v NHL All-Star Game  |

| Rok  | Kolo | Místo | Hráč                | Pozice              |
| ---- | ---- | ----- | ------------------- | ------------------- |
| 1979 | 1    | 20    | Michel Goulet       | Utočník             |
| 1979 | 2    | 41    | Dale Hunter         | Centr               |
| 1979 | 3    | 62    | Lee Norwood         | Obránce             |
| 1979 | 4    | 83    | Anton Šťastný       | Levé křídlo         |
| 1979 | 5    | 104   | Pierre Lacroix      | Levé křídlo         |
| 1979 | 6    | 125   | Scott McGeown       | ?                   |
| 1980 | 2    | 24    | Normand Rochefort   | Obránce             |
| 1980 | 4    | 66    | Jay Miller          | Levé křídlo         |
| 1980 | 5    | 87    | Basil McRae         | Levé křídlo         |
| 1980 | 6    | 108   | Mark Kumpel         | Utočník             |
| 1980 | 7    | 129   | Gaston Therrien     | Obránce             |
| 1980 | 8    | 150   | Michel Bolduc       | Obránce             |
| 1980 | 9    | 171   | Christian Tanguay   | Utočník             |
| 1980 | 10   | 192   | Bill Robinson       | Obránce             |
| 1981 | 1    | 11    | Randy Moller        | Obránce             |
| 1981 | 3    | 53    | Jean-Marc Gaulin    | Pravé křídlo        |
| 1981 | 4    | 74    | Clint Malarchuk     | Brankář             |
| 1981 | 5    | 95    | Ed Lee              | Levé a pravé křídlo |
| 1981 | 6    | 116   | Mike Eagles         | Levé křídlo         |
| 1981 | 8    | 158   | Andre Cote          | Utočník             |
| 1981 | 9    | 179   | Marc Brisebois      |                     |
| 1981 | 10   | 200   | Kari Takko          | Brankář             |
| 1982 | 1    | 13    | David Shaw          | Obránce             |
| 1982 | 2    | 34    | Paul Gillis         | Centr               |
| 1982 | 3    | 55    | Mario Gosselin      | Brankář             |
| 1982 | 4    | 76    | Jiří Lála           | Pravé křídlo        |
| 1982 | 5    | 97    | Phil Stanger        | Obránce             |
| 1982 | 7    | 131   | Daniel Poudrier     | Obránce             |
| 1982 | 9    | 181   | Mike Hough          | Pravé křídlo        |
| 1982 | 10   | 202   | Vincent Lukáč       | Utočník             |
| 1982 | 11   | 223   | Andre Martin        | ?                   |
| 1982 | 12   | 244   | Jozef Lukač         | Utočník             |
| 1982 | 12   | 248   | Ján Jaško           | ?                   |
| 1983 | 2    | 32    | Yves Heroux         | Pravé křídlo        |
| 1983 | 3    | 52    | Bruce Bell          | Obránce             |
| 1983 | 3    | 54    | Iiro Jarvi          | Utočník             |
| 1983 | 5    | 92    | Luc Guenette        | Brankář             |
| 1983 | 6    | 112   | Brad Walcot         | Obránce             |
| 1983 | 7    | 132   | Craig Mack          | ?                   |
| 1983 | 8    | 152   | Tommy Albelin       | Obránce             |
| 1983 | 9    | 172   | Wayne Groulx        | Centr               |
| 1983 | 10   | 192   | Scott Shaunessy     | Obránce             |
| 1983 | 12   | 232   | Bo Berglund         | Utočník             |
| 1983 | 12   | 239   | Jindřich Kokrment   | Utočník             |
| 1984 | 1    | 15    | Trevor Stienburg    | Pravé křídlo        |
| 1984 | 2    | 36    | Jeff Brown          | Obránce             |
| 1984 | 3    | 57    | Steven Finn         | Obránce             |
| 1984 | 4    | 78    | Terry Perkins       | Pravé křídlo        |
| 1984 | 6    | 120   | Darren Cota         | Pravé křídlo        |
| 1984 | 7    | 141   | Henrik Cedergren    | Utočník             |
| 1984 | 8    | 162   | Jyrki Mäki          | Obránce             |
| 1984 | 9    | 183   | Guy Ouellette       | ?                   |
| 1984 | 10   | 203   | Ken Quinney         | Levé křídlo         |
| 1984 | 12   | 244   | Peter Loob          | Obránce             |
| 1985 | 1    | 15    | David Latta         | Levé křídlo         |
| 1985 | 2    | 36    | Jason Lafreniere    | Centr               |
| 1985 | 3    | 57    | Max Middendorf      | Centr               |
| 1985 | 4    | 65    | Peter Massey        | ?                   |
| 1985 | 4    | 78    | David Espe          | Obránce             |
| 1985 | 5    | 99    | Bruce Major         | Centr               |
| 1985 | 6    | 120   | Andy Akervik        | Centr               |
| 1985 | 7    | 141   | Mike Oliverio       | Utočník             |
| 1985 | 8    | 162   | Mario Brunetta      | Brankář             |
| 1985 | 9    | 183   | Brit Peer           | Pravé křídlo        |
| 1985 | 10   | 204   | Tom Sasso           | Centr               |
| 1985 | 11   | 225   | Gary Murphy         | ?                   |
| 1985 | 12   | 246   | Jean Bois           | ?                   |
| 1986 | 1    | 18    | Ken McRae           | Pravé křídlo        |
| 1986 | 2    | 39    | Jean-Marc Routhier  | Pravé křídlo        |
| 1986 | 2    | 41    | Stephane Guerard    | Obránce             |
| 1986 | 4    | 81    | Ron Tugnutt         | Brankář             |
| 1986 | 5    | 102   | Gerald Bzdel        | Obránce             |
| 1986 | 6    | 117   | Scott White         | Obránce             |
| 1986 | 6    | 123   | Morgan Samuelsson   | Centr               |
| 1986 | 7    | 134   | Mark Vermette       | Pravé křídlo        |
| 1986 | 7    | 144   | Jean-Francois Nault | ?                   |
| 1986 | 8    | 165   | Keith Miller        | Levé křídlo         |
| 1986 | 9    | 186   | Pierre Millier      | ?                   |
| 1986 | 10   | 207   | Chris Lappin        | ?                   |
| 1986 | 11   | 228   | Martin Latreille    | ?                   |
| 1986 | 12   | 249   | Sean Boudreault     | ?                   |
| 1987 | 1    | 6     | Dave Archibald      | Pravé křídlo        |
| 1987 | 1    | 9     | Bryan Fogarty       | Obránce             |
| 1987 | 2    | 15    | Joe Sakic           | Centr               |
| 1987 | 3    | 51    | Jim Sprott          | Obránce             |
| 1987 | 4    | 72    | Kip Miller          | Centr               |
| 1987 | 5    | 93    | Rob Mendel          | Obránce             |
| 1987 | 6    | 114   | Garth Snow          | Brankář             |
| 1987 | 7    | 135   | Tim Hanus           | Utočník             |
| 1987 | 8    | 156   | Jake Enebak         | Utočník             |
| 1987 | 9    | 177   | Jaroslav Ševčík     | Levé křídlo         |
| 1987 | 9    | 183   | Ladislav Tresl      | Centr               |
| 1987 | 10   | 198   | Darren Nauss        | Levé křídlo         |
| 1987 | 11   | 219   | Mike Williams       | Pravé křídlo        |
| 1988 | 1    | 3     | Curtis Leschyshyn   | Obránce             |
| 1988 | 2    | 5     | Daniel Dore         | Pravé křídlo        |
| 1988 | 3    | 24    | Stephane Fiset      | Brankář             |
| 1988 | 4    | 45    | Petri Aaltonen      | Pravé křídlo        |
| 1988 | 4    | 66    | Darin Kimble        | Centr               |
| 1988 | 5    | 87    | Stephane Venne      | Obránce             |
| 1988 | 6    | 108   | Ed Ward             | Pravé křídlo        |
| 1988 | 7    | 129   | Valerij Kamenskij   | Levé křídlo         |
| 1988 | 8    | 150   | Sakari Lindfors     | Brankář             |
| 1988 | 9    | 171   | Dan Wiebe           | Levé křídlo         |
| 1988 | 11   | 213   | Alexej Gusarov      | Obránce             |
| 1988 | 12   | 234   | Claude Lapointe     | Centr               |
| 1989 | 1    | 1     | Mats Sundin         | Centr               |
| 1989 | 2    | 22    | Adam Foote          | Obránce             |
| 1989 | 3    | 43    | Stephane Morin      | Centr               |
| 1989 | 3    | 54    | John Tanner         | Brankář             |
| 1989 | 4    | 68    | Niklas Andersson    | Levé křídlo         |
| 1989 | 4    | 76    | Eric Dubois         | Obránce             |
| 1989 | 5    | 85    | Kevin Kaiser        | Levé křídlo         |
| 1989 | 6    | 106   | Dan Lambert         | Obránce             |
| 1989 | 7    | 127   | Sergej Mylnikov     | Brankář             |
| 1989 | 8    | 148   | Paul Krake          | Brankář             |
| 1989 | 9    | 169   | Vjačeslav Bykov     | Centr               |
| 1989 | 10   | 190   | Andrej Chomutov     | Pravé křídlo        |
| 1989 | 11   | 211   | Byron Witkowski     | Levé křídlo         |
| 1989 | 12   | 232   | Noel Rahn           | Utočník             |
| 1990 | 1    | 1     | Owen Nolan          | Pravé křídlo        |
| 1990 | 2    | 22    | Ryan Hughes         | Centr               |
| 1990 | 3    | 43    | Brad Zavisha        | Levé křídlo         |
| 1990 | 6    | 106   | Jeff Parrott        | Obránce             |
| 1990 | 7    | 127   | Dwayne Norris       | Pravé křídlo        |
| 1990 | 8    | 148   | Andrej Kovalenko    | Pravé křídlo        |
| 1990 | 8    | 158   | Alexandr Karpovcev  | Obránce             |
| 1990 | 9    | 169   | Pat Mazzoli         | Brankář             |
| 1990 | 10   | 190   | Scott Davis         | Obránce             |
| 1990 | 11   | 211   | Mika Stromberg      | Obránce             |
| 1990 | 12   | 232   | Wade Klippenstein   | Levé křídlo         |
| 1991 | 1    | 1     | Eric Lindros        | Centr               |
| 1991 | 2    | 24    | Rene Corbet         | Levé křídlo         |
| 1991 | 3    | 46    | Rich Brennan        | Obránce             |
| 1991 | 4    | 68    | Dave Karpa          | Obránce             |
| 1991 | 5    | 90    | Patrick Labrecque   | Brankář             |
| 1991 | 5    | 103   | Bill Lindsay        | Levé a pravé křídlo |
| 1991 | 7    | 135   | Mikael Johansson    | Centr               |
| 1991 | 8    | 156   | Janne Laukkanen     | Obránce             |
| 1991 | 8    | 157   | Aaron Asp           | Centr               |
| 1991 | 9    | 178   | Adam Bartell        | Obránce             |
| 1991 | 9    | 188   | Brent Brekke        | Obránce             |
| 1991 | 10   | 200   | Paul Koch           | Obránce             |
| 1991 | 11   | 222   | Doug Friedman       | Levé křídlo         |
| 1991 | 12   | 244   | Eric Meloche        | Pravé křídlo        |
| 1992 | 1    | 4     | Todd Warriner       | Levé křídlo         |
| 1992 | 2    | 28    | Paul Brousseau      | Pravé křídlo        |
| 1992 | 2    | 29    | Tuomas Gronman      | Obránce             |
| 1992 | 3    | 52    | Manny Fernandez     | Brankář             |
| 1992 | 4    | 76    | Ian McIntyre        | Levé křídlo         |
| 1992 | 5    | 100   | Charlie Wasley      | Obránce             |
| 1992 | 6    | 124   | Paxton Schulte      | Levé křídlo         |
| 1992 | 7    | 148   | Martin LePage       | Obránce             |
| 1992 | 8    | 172   | Mike Jickling       | Centr               |
| 1992 | 9    | 196   | Steve Passmore      | Brankář             |
| 1992 | 10   | 220   | Anson Carter        | Centr               |
| 1992 | 11   | 244   | Aaron Ellis         | Brankář             |
| 1993 | 1    | 10    | Jocelyn Thibault    | Brankář             |
| 1993 | 1    | 14    | Adam Deadmarsh      | Pravé křídlo        |
| 1993 | 2    | 49    | Ashley Buckberger   | Pravé křídlo        |
| 1993 | 3    | 75    | Billy Pierce        | Utočník             |
| 1993 | 4    | 101   | Ryan Tocher         | Obránce             |
| 1993 | 5    | 127   | Anders Myrvold      | Obránce             |
| 1993 | 6    | 137   | Nick Checco         | Levé křídlo         |
| 1993 | 6    | 153   | Christian Matte     | Pravé křídlo        |
| 1993 | 7    | 179   | David Ling          | Levé a pravé křídlo |
| 1993 | 8    | 205   | Petr Franěk         | Brankář             |
| 1993 | 9    | 231   | Vincent Auger       | Centr               |
| 1993 | 10   | 257   | Mark Pivetz         | Obránce             |
| 1993 | 11   | 283   | John Hillman        | Levé křídlo         |
| 1994 | 1    | 12    | Wade Belak          | Obránce             |
| 1994 | 1    | 22    | Jeff Kealty         | Obránce             |
| 1994 | 2    | 35    | Josef Marha         | Centr               |
| 1994 | 3    | 61    | Sebastien Bety      | Obránce             |
| 1994 | 3    | 72    | Chris Drury         | Levé křídlo         |
| 1994 | 4    | 87    | Milan Hejduk        | Pravé křídlo        |
| 1994 | 5    | 113   | Tony Tuzzolino      | Centr               |
| 1994 | 6    | 139   | Nicholas Windsor    | Obránce             |
| 1994 | 7    | 165   | Calvin Elfring      | Obránce             |
| 1994 | 8    | 191   | Jay Bertsch         | ?                   |
| 1994 | 9    | 217   | Tim Thomas          | Brankář             |
| 1994 | 10   | 243   | Chris Pittman       | Centr               |
| 1994 | 11   | 285   | Steven Low          | Obránce             |

## Souvislé články
- Seznam hokejistů draftovaných týmem Colorado Avalanche